# Karen Khatjanov
Karen Abgarovitj Khatjanov (russisk: Каре́н Абга́рович Хача́нов, født 21. maj 1996 i Moskva, Rusland) er en professionel mandlig tennisspiller fra Rusland med armenske rødder.